# Coppa del Mondo di sci di fondo 2008
La Coppa del Mondo di sci di fondo 2008 fu la ventisettesima edizione della manifestazione organizzata dalla Federazione Internazionale Sci; ebbe inizio il 27 ottobre 2007 a Düsseldorf, in Germania, e si concluse il 16 marzo 2008 a Bormio, in Italia.
In campo maschile furono disputate tutte le 24 gare individuali (6 a tecnica classica, 5 a tecnica libera, 9 sprint, 3 a inseguimento, 1 competizione intermedia a tappe) e le 6 a squadre (3 staffette, 2 sprint a squadre) previste, in 18 diverse località. Il ceco Lukáš Bauer si aggiudicò sia la coppa di cristallo, il trofeo assegnato al vincitore della classifica generale, sia la Coppa di distanza; il norvegese Ola Vigen Hattestad vinse la Coppa di sprint. Tobias Angerer era il detentore uscente della Coppa generale.
In campo femminile furono disputate tutte le 24 gare individuali (6 a tecnica classica, 5 a tecnica libera, 9 sprint, 3 a inseguimento, 1 competizione intermedia a tappe) e le 6 a squadre (3 staffette, 2 sprint a squadre) previste, in 18 diverse località. La finlandese Virpi Kuitunen si aggiudicò sia la coppa di cristallo, sia la Coppa di distanza; la slovena Petra Majdič vinse la Coppa di sprint. La Kuitunen era la detentrice uscente della Coppa generale.

## Uomini

### Risultati
| Data                            | Località                                        | Nazione          | Spec.       | Primo                                                                                     | Secondo                                                                               | Terzo                                                                       |
| ------------------------------- | ----------------------------------------------- | ---------------- | ----------- | ----------------------------------------------------------------------------------------- | ------------------------------------------------------------------------------------- | --------------------------------------------------------------------------- |
| 27 ottobre 2007                 | Düsseldorf                                      | Germania         | SP TL       | Josef Wenzl                                                                               | Björn Lind                                                                            | John Kristian Dahl                                                          |
| 28 ottobre 2007                 | Düsseldorf                                      | Germania         | TS TL       | Svezia I Thobias Fredriksson Peter Larsson                                                | Norvegia II Johan Kjølstad Tor-Arne Hetland                                           | Svezia II Marcus Hellner Emil Jönsson                                       |
| 24 novembre 2007                | Beitostølen                                     | Norvegia         | 15 km TL    | Axel Teichmann                                                                            | Lukáš Bauer                                                                           | Anders Södergren                                                            |
| 25 novembre 2007                | Beitostølen                                     | Norvegia         | 4x10 km     | Norvegia II Martin Johnsrud Sundby Jens Arne Svartedal Tore Ruud Hofstad Tor-Arne Hetland | Norvegia I Eldar Rønning Odd-Bjørn Hjelmeset Morten Eilifsen Tord Asle Gjerdalen      | Russia I Vasilij Ročev Nikolaj Pankratov Aleksandr Legkov Evgenij Dement'ev |
| 1º dicembre 2007                | Kuusamo                                         | Finlandia        | SP TC       | Johan Kjølstad                                                                            | Emil Jönsson                                                                          | Mats Larsson                                                                |
| 2 dicembre 2007                 | Kuusamo                                         | Finlandia        | 15 km TC    | Lukáš Bauer                                                                               | Eldar Rønning                                                                         | Axel Teichmann                                                              |
| 8 dicembre 2007                 | Davos                                           | Svizzera         | 15 km TC    | Axel Teichmann                                                                            | Odd-Bjørn Hjelmeset                                                                   | Sami Jauhojärvi                                                             |
| 9 dicembre 2007                 | Davos                                           | Svizzera         | 4x10 km     | Rep. Ceca Martin Koukal Milan Šperl Lukáš Bauer Martin Jakš                               | Italia I Valerio Checchi Giorgio Di Centa Cristian Zorzi Pietro Piller Cottrer        | Svezia Mats Larsson Johan Olsson Anders Södergren Marcus Hellner            |
| 15 dicembre 2007                | Rybinsk                                         | Russia           | 30 km TC    | Tor-Arne Hetland                                                                          | Ville Nousiainen                                                                      | Pietro Piller Cottrer                                                       |
| 16 dicembre 2007                | Rybinsk                                         | Russia           | SP TC       | Anders Gløersen                                                                           | Ola Vigen Hattestad                                                                   | Øystein Pettersen                                                           |
| 28 dicembre 2007 6 gennaio 2008 | Nové Město na Moravě Praga Asiago Val di Fiemme | Rep. Ceca Italia | Tour de Ski | Lukáš Bauer                                                                               | René Sommerfeldt                                                                      | Giorgio Di Centa                                                            |
| 22 gennaio 2008                 | Canmore                                         | Canada           | 30 km PU    | Nikolaj Pankratov                                                                         | Giorgio Di Centa                                                                      | Axel Teichmann                                                              |
| 23 gennaio 2008                 | Canmore                                         | Canada           | SP TC       | Børre Næss                                                                                | Ola Vigen Hattestad                                                                   | Eldar Rønning                                                               |
| 25 gennaio 2008                 | Canmore                                         | Canada           | 15 km TL    | Valerio Checchi                                                                           | René Sommerfeldt                                                                      | Pietro Piller Cottrer                                                       |
| 26 gennaio 2008                 | Canmore                                         | Canada           | SP TL       | Emil Jönsson                                                                              | Ivan Ivanov                                                                           | Matias Strandvall                                                           |
| 9 febbraio 2008                 | Otepää                                          | Estonia          | 15 km TC    | Lukáš Bauer                                                                               | Jaak Mae                                                                              | Ville Nousiainen                                                            |
| 10 febbraio 2008                | Otepää                                          | Estonia          | SP TC       | Eldar Rønning                                                                             | John Kristian Dahl                                                                    | Ola Vigen Hattestad                                                         |
| 16 febbraio 2008                | Liberec                                         | Rep. Ceca        | 11,4 km TL  | Jean-Marc Gaillard                                                                        | Lukáš Bauer                                                                           | Pietro Piller Cottrer                                                       |
| 17 febbraio 2008                | Liberec                                         | Rep. Ceca        | TS TC       | Norvegia II Martin Johnsrud Sundby Simen Østensen                                         | Finlandia I Sami Jauhojärvi Ville Nousiainen                                          | Norvegia I John Kristian Dahl Eldar Rønning                                 |
| 23 febbraio 2008                | Falun                                           | Svezia           | 30 km PU    | Lukáš Bauer                                                                               | Tord Asle Gjerdalen                                                                   | Anders Södergren                                                            |
| 24 febbraio 2008                | Falun                                           | Svezia           | 4x10 km     | Norvegia II Martin Johnsrud Sundby Chris Andre Jespersen Morten Eilifsen Petter Northug   | Norvegia I Jens Arne Svartedal Odd-Bjørn Hjelmeset Simen Østensen Tord Asle Gjerdalen | Rep. Ceca Martin Jakš Lukáš Bauer Jiří Magál Martin Koukal                  |
| 27 febbraio 2008                | Stoccolma                                       | Svezia           | SP TC       | Jens Arne Svartedal                                                                       | Børre Næss                                                                            | Emil Jönsson                                                                |
| 1º marzo 2008                   | Lahti                                           | Finlandia        | SP TL       | Anders Gløersen                                                                           | Andrew Newell                                                                         | Ola Vigen Hattestad                                                         |
| 2 marzo 2008                    | Lahti                                           | Finlandia        | 15 km TC    | Lukáš Bauer                                                                               | René Sommerfeldt                                                                      | Sergej Čerepanov                                                            |
| 5 marzo 2008                    | Drammen                                         | Norvegia         | SP TC       | Ola Vigen Hattestad                                                                       | Jens Arne Svartedal                                                                   | Emil Jönsson                                                                |
| 8 marzo 2008                    | Oslo                                            | Norvegia         | 50 km TL    | Anders Södergren                                                                          | Lukáš Bauer                                                                           | Remo Fischer                                                                |
| 14 marzo 2008                   | Bormio                                          | Italia           | 3,3 TL      | Pietro Piller Cottrer                                                                     | Tord Asle Gjerdalen                                                                   | Martin Jakš                                                                 |
| 15 marzo 2008                   | Bormio                                          | Italia           | 20 km TC MS | Vincent Vittoz                                                                            | Lukáš Bauer                                                                           | Tord Asle Gjerdalen                                                         |
| 16 marzo 2008                   | Bormio                                          | Italia           | 15 km TL PU | Vincent Vittoz                                                                            | Lukáš Bauer                                                                           | Giorgio Di Centa                                                            |

Legenda:

TC = tecnica classica

TL = tecnica libera

SP = sprint

TS = sprint a squadre

PU = inseguimento

MS = partenza in linea

#### Competizioni intermedie
| Tour de Ski 2008  |                      |                   |                   |                       |                     |                     |
| Data              | Località             | Nazione           | Spec.             | Primo                 | Secondo             | Terzo               |
| 28 dicembre 2007  | Nové Město na Moravě | Rep. Ceca         | 4,5 km TC         | Lukáš Bauer           | Axel Teichmann      | Odd-Bjørn Hjelmeset |
| 29 dicembre 2007  | Nové Město na Moravě | Rep. Ceca         | 15 km TL PU       | Emmanuel Jonnier      | Lukáš Bauer         | Valerio Checchi     |
| 30 dicembre 2007  | Praga                | Rep. Ceca         | SP TL             | Nikolaj Morilov       | Simen Østensen      | Tor-Arne Hetland    |
| 1º gennaio 2008   | Nové Město na Moravě | Rep. Ceca         | 20 km PU          | Pietro Piller Cottrer | Valerio Checchi     | Emmanuel Jonnier    |
| 2 gennaio 2008    | Nové Město na Moravě | Rep. Ceca         | 15 km TC          | Lukáš Bauer           | Jens Arne Svartedal | Nikolaj Pankratov   |
| 4 gennaio 2008    | Asiago               | Italia            | SP TL             | Petter Northug        | Nikolaj Čebot'ko    | Tor-Arne Hetland    |
| 5 gennaio 2008    | Val di Fiemme        | Italia            | 20 km TC MS       | Odd-Bjørn Hjelmeset   | Jens Arne Svartedal | Franz Göring        |
| 6 gennaio 2008    | Val di Fiemme        | Italia            | 10 km TL PU       | René Sommerfeldt      | Christian Hoffmann  | Martin Bajčičák     |
| Classifica finale | Classifica finale    | Classifica finale | Classifica finale | Lukáš Bauer           | René Sommerfeldt    | Giorgio Di Centa    |

Legenda:

TC = tecnica classica

TL = tecnica libera

SP = sprint

PU = inseguimento

MS = partenza in linea

### Classifiche

#### Generale
| Pos. | Nome                  | Nazione   | Punti |
| ---- | --------------------- | --------- | ----- |
| 1    | Lukáš Bauer           | Rep. Ceca | 1462  |
| 2    | René Sommerfeldt      | Germania  | 829   |
| 3    | Pietro Piller Cottrer | Italia    | 783   |
| 4    | Giorgio Di Centa      | Italia    | 692   |
|      | Tord Asle Gjerdalen   | Norvegia  | 692   |
| 6    | Tor-Arne Hetland      | Norvegia  | 656   |
| 7    | Anders Södergren      | Svezia    | 549   |
| 8    | Axel Teichmann        | Germania  | 543   |
| 9    | Jens Arne Svartedal   | Norvegia  | 527   |
| 10   | Valerio Checchi       | Italia    | 510   |

#### Distanza
| Pos. | Nome                  | Nazione   | Punti |
| ---- | --------------------- | --------- | ----- |
| 1    | Lukáš Bauer           | Rep. Ceca | 986   |
| 2    | Pietro Piller Cottrer | Italia    | 516   |
| 3    | René Sommerfeldt      | Germania  | 494   |
| 4    | Vincent Vittoz        | Francia   | 456   |
| 5    | Anders Södergren      | Svezia    | 433   |

#### Sprint
| Pos. | Nome                | Nazione  | Punti |
| ---- | ------------------- | -------- | ----- |
| 1    | Ola Vigen Hattestad | Norvegia | 450   |
| 2    | Emil Jönsson        | Svezia   | 448   |
| 3    | John Kristian Dahl  | Norvegia | 321   |
| 4    | Anders Gløersen     | Norvegia | 315   |
| 5    | Tor-Arne Hetland    | Norvegia | 291   |

## Donne

### Risultati
| Data                            | Località                                        | Nazione          | Spec.       | Prima                                                                                         | Seconda                                                                             | Terza                                                                            |
| ------------------------------- | ----------------------------------------------- | ---------------- | ----------- | --------------------------------------------------------------------------------------------- | ----------------------------------------------------------------------------------- | -------------------------------------------------------------------------------- |
| 27 ottobre 2007                 | Düsseldorf                                      | Germania         | SP TL       | Natal'ja Matveeva                                                                             | Marit Bjørgen                                                                       | Anna Olsson                                                                      |
| 28 ottobre 2007                 | Düsseldorf                                      | Germania         | TS TL       | Svezia II Britta Johansson Norgren Charlotte Kalla                                            | Russia I Natal'ja Matveeva Natal'ja Korostelëva                                     | Finlandia I Pirjo Muranen Virpi Kuitunen                                         |
| 24 novembre 2007                | Beitostølen                                     | Norvegia         | 10 km TL    | Marit Bjørgen                                                                                 | Vibeke Skofterud                                                                    | Charlotte Kalla                                                                  |
| 25 novembre 2007                | Beitostølen                                     | Norvegia         | 4x5 km      | Norvegia I Astrid Uhrenholdt Jacobsen Therese Johaug Vibeke Skofterud Marit Bjørgen           | Germania I Stefanie Böhler Katrin Zeller Evi Sachenbacher-Stehle Claudia Nystad     | Finlandia Riikka Sarasoja Aino-Kaisa Saarinen Riitta-Liisa Roponen Pirjo Muranen |
| 1º dicembre 2007                | Kuusamo                                         | Finlandia        | SP TC       | Petra Majdič                                                                                  | Astrid Uhrenholdt Jacobsen                                                          | Alena Procházková                                                                |
| 2 dicembre 2007                 | Kuusamo                                         | Finlandia        | 10 km TC    | Marit Bjørgen                                                                                 | Astrid Uhrenholdt Jacobsen                                                          | Justyna Kowalczyk                                                                |
| 8 dicembre 2007                 | Davos                                           | Svizzera         | 10 km TC    | Virpi Kuitunen                                                                                | Vibeke Skofterud                                                                    | Kristin Størmer Steira                                                           |
| 9 dicembre 2007                 | Davos                                           | Svizzera         | 4x5 km      | Norvegia Kristin Mürer Stemland Kristin Størmer Steira Vibeke Skofterud Therese Johaug        | Germania Manuela Henkel Stefanie Böhler Katrin Zeller Evi Sachenbacher-Stehle       | Russia I Larisa Kurkina Natal'ja Korostelëva Ol'ga Ročeva Julija Čekalëva        |
| 15 dicembre 2007                | Rybinsk                                         | Russia           | 15 km TC    | Astrid Uhrenholdt Jacobsen                                                                    | Natal'ja Korostelëva                                                                | Riitta-Liisa Roponen                                                             |
| 16 dicembre 2007                | Rybinsk                                         | Russia           | SP TL       | Kikkan Randall                                                                                | Astrid Uhrenholdt Jacobsen                                                          | Natal'ja Korostelëva                                                             |
| 28 dicembre 2007 6 gennaio 2008 | Nové Město na Moravě Praga Asiago Val di Fiemme | Rep. Ceca Italia | Tour de Ski | Charlotte Kalla                                                                               | Virpi Kuitunen                                                                      | Arianna Follis                                                                   |
| 22 gennaio 2008                 | Canmore                                         | Canada           | 15 km PU    | Justyna Kowalczyk                                                                             | Evgenija Medvedeva                                                                  | Ol'ga Ročeva                                                                     |
| 23 gennaio 2008                 | Canmore                                         | Canada           | SP TC       | Petra Majdič                                                                                  | Astrid Uhrenholdt Jacobsen                                                          | Justyna Kowalczyk                                                                |
| 25 gennaio 2008                 | Canmore                                         | Canada           | 10 km TL    | Valentyna Ševčenko                                                                            | Evgenija Medvedeva                                                                  | Justyna Kowalczyk                                                                |
| 26 gennaio 2008                 | Canmore                                         | Canada           | SP TL       | Chandra Crawford                                                                              | Pirjo Muranen                                                                       | Magda Genuin                                                                     |
| 9 febbraio 2008                 | Otepää                                          | Estonia          | 10 km TC    | Virpi Kuitunen                                                                                | Aino-Kaisa Saarinen                                                                 | Therese Johaug                                                                   |
| 10 febbraio 2008                | Otepää                                          | Estonia          | SP TC       | Petra Majdič                                                                                  | Astrid Uhrenholdt Jacobsen                                                          | Virpi Kuitunen                                                                   |
| 16 febbraio 2008                | Liberec                                         | Rep. Ceca        | 7,6 km TL   | Astrid Uhrenholdt Jacobsen                                                                    | Justyna Kowalczyk                                                                   | Charlotte Kalla                                                                  |
| 17 febbraio 2008                | Liberec                                         | Rep. Ceca        | TS TC       | Norvegia II Marit Bjørgen Astrid Uhrenholdt Jacobsen                                          | Finlandia I Aino-Kaisa Saarinen Pirjo Muranen                                       | Russia I Evgenija Šapovalova Natal'ja Matveeva                                   |
| 23 febbraio 2008                | Falun                                           | Svezia           | 15 km PU    | Astrid Uhrenholdt Jacobsen                                                                    | Marit Bjørgen                                                                       | Aino-Kaisa Saarinen                                                              |
| 24 febbraio 2008                | Falun                                           | Svezia           | 4x5 km      | Norvegia I Ingri Aunet Tyldum Astrid Uhrenholdt Jacobsen Kristin Størmer Steira Marit Bjørgen | Finlandia I Virpi Kuitunen Aino-Kaisa Saarinen Riitta-Liisa Roponen Riikka Sarasoja | Germania I Stefanie Böhler Katrin Zeller Claudia Nystad Evi Sachenbacher-Stehle  |
| 27 febbraio 2008                | Stoccolma                                       | Svezia           | SP TC       | Virpi Kuitunen                                                                                | Petra Majdič                                                                        | Madoka Natsumi                                                                   |
| 1º marzo 2008                   | Lahti                                           | Finlandia        | SP TL       | Chandra Crawford                                                                              | Natal'ja Matveeva                                                                   | Evi Sachenbacher-Stehle                                                          |
| 2 marzo 2008                    | Lahti                                           | Finlandia        | 10 km TC    | Virpi Kuitunen                                                                                | Valentyna Ševčenko                                                                  | Katrin Zeller                                                                    |
| 5 marzo 2008                    | Drammen                                         | Norvegia         | SP TC       | Virpi Kuitunen                                                                                | Petra Majdič                                                                        | Astrid Uhrenholdt Jacobsen                                                       |
| 8 marzo 2008                    | Oslo                                            | Norvegia         | 30 km TL    | Valentyna Ševčenko                                                                            | Charlotte Kalla                                                                     | Claudia Nystad                                                                   |
| 14 marzo 2008                   | Bormio                                          | Italia           | 2,5 TL      | Claudia Nystad                                                                                | Astrid Uhrenholdt Jacobsen                                                          | Riitta-Liisa Roponen                                                             |
| 15 marzo 2008                   | Bormio                                          | Italia           | 10 km TC MS | Virpi Kuitunen                                                                                | Justyna Kowalczyk                                                                   | Marit Bjørgen                                                                    |
| 16 marzo 2008                   | Bormio                                          | Italia           | 10 km TL PU | Virpi Kuitunen                                                                                | Justyna Kowalczyk                                                                   | Claudia Nystad                                                                   |

Legenda:

TC = tecnica classica

TL = tecnica libera

SP = sprint

TS = sprint a squadre

PU = inseguimento

MS = partenza in linea

#### Competizioni intermedie
| Tour de Ski 2008  |                      |                   |                   |                     |                        |                   |
| Data              | Località             | Nazione           | Spec.             | Prima               | Seconda                | Terza             |
| 28 dicembre 2007  | Nové Město na Moravě | Rep. Ceca         | 3 km TC           | Virpi Kuitunen      | Aino-Kaisa Saarinen    | Justyna Kowalczyk |
| 29 dicembre 2007  | Nové Město na Moravě | Rep. Ceca         | 10 km TL PU       | Charlotte Kalla     | Sabina Valbusa         | Marit Bjørgen     |
| 30 dicembre 2007  | Praga                | Rep. Ceca         | SP TL             | Arianna Follis      | Pirjo Muranen          | Marit Bjørgen     |
| 1º gennaio 2008   | Nové Město na Moravě | Rep. Ceca         | 10 km PU          | Charlotte Kalla     | Kristin Størmer Steira | Claudia Nystad    |
| 2 gennaio 2008    | Nové Město na Moravě | Rep. Ceca         | 10 km TC          | Aino-Kaisa Saarinen | Virpi Kuitunen         | Therese Johaug    |
| 4 gennaio 2008    | Asiago               | Italia            | SP TL             | Charlotte Kalla     | Natal'ja Korostelëva   | Justyna Kowalczyk |
| 5 gennaio 2008    | Val di Fiemme        | Italia            | 10 km TC MS       | Virpi Kuitunen      | Charlotte Kalla        | Claudia Nystad    |
| 6 gennaio 2008    | Val di Fiemme        | Italia            | 9 km TL PU        | Valentyna Ševčenko  | Kristin Størmer Steira | Claudia Nystad    |
| Classifica finale | Classifica finale    | Classifica finale | Classifica finale | Charlotte Kalla     | Virpi Kuitunen         | Arianna Follis    |

Legenda:

TC = tecnica classica

TL = tecnica libera

SP = sprint

PU = inseguimento

MS = partenza in linea

### Classifiche

#### Generale
| Pos. | Nome                       | Nazione   | Punti |
| ---- | -------------------------- | --------- | ----- |
| 1    | Virpi Kuitunen             | Finlandia | 1552  |
| 2    | Astrid Uhrenholdt Jacobsen | Norvegia  | 1255  |
| 3    | Justyna Kowalczyk          | Polonia   | 1096  |
| 4    | Charlotte Kalla            | Svezia    | 1046  |
| 5    | Petra Majdič               | Slovenia  | 969   |
| 6    | Valentyna Ševčenko         | Ucraina   | 957   |
| 7    | Arianna Follis             | Italia    | 934   |
| 8    | Claudia Nystad             | Germania  | 921   |
| 9    | Aino-Kaisa Saarinen        | Finlandia | 826   |
| 10   | Evi Sachenbacher-Stehle    | Germania  | 736   |

#### Distanza
| Pos. | Nome                       | Nazione   | Punti |
| ---- | -------------------------- | --------- | ----- |
| 1    | Virpi Kuitunen             | Finlandia | 729   |
| 2    | Valentyna Ševčenko         | Ucraina   | 707   |
| 3    | Justyna Kowalczyk          | Polonia   | 661   |
| 4    | Astrid Uhrenholdt Jacobsen | Norvegia  | 644   |
| 5    | Claudia Nystad             | Germania  | 535   |

#### Sprint
| Pos. | Nome                       | Nazione   | Punti |
| ---- | -------------------------- | --------- | ----- |
| 1    | Petra Majdič               | Slovenia  | 609   |
| 2    | Astrid Uhrenholdt Jacobsen | Norvegia  | 570   |
| 3    | Virpi Kuitunen             | Finlandia | 538   |
| 4    | Natal'ja Matveeva          | Russia    | 365   |
|      | Pirjo Muranen              | Finlandia | 365   |